# Antonín Barborka
Antonín Barborka (7. ledna 1835, Horažďovice – 14. dubna 1891, Pardubice) byl český geometr a pedagog.
Studoval v letech 1850 - 55 na české reálce v Praze a poté na pražské polytechnice. Od roku 1860 byl učitelem na vyšší reálce v Praze a od roku 1863 v Pardubicích, kde byl i členem městského zastupitelstva. Později působil jako civilní geometr a vypracoval např. regulační plán města Pardubic.
Antonín Barborka přispíval do některých časopisů. Roku 1867 vyšla jeho kniha Perspektiva, v roce 1881 vydal učebnici Měřické tvaroznalství v prostoru i rovině.